# Geul van Herkingen
De vaargeul Geul van Herkingen is een betonde vaargeul in het Grevelingenmeer in de provincies Zeeland en Zuid-Holland. Het vaarwater is ongeveer 4¾ km lang en loopt van de afsplitsing van de vaargeul Bocht van Sint Jacob aan de oostkant naar het knooppunt van de vaargeulen de Grevelingen met de Hals aan de westkant.
De vaarweg ligt noord de recreatie eilandjes Mosselbank-Oost en Mosselbank-west.
Het water is zoals het hele Grevelingenmeer zout en heeft geen getij.
De vaargeul Geul van Herkingen is te gebruiken voor schepen tot en met CEMT-klasse III. De diepte is -11,0 tot -9,0 meter t.o.v. het meerpeil.
De Geul van Herkingen is onderdeel van het Natura 2000-gebied Grevelingen.